# Malcolm Ranjith
Albert Malcolm Ranjith Patabendige Don (Polgahawela, 15 de novembro de 1947) é um cardeal cingalês e arcebispo de Colombo.
Foi bispo-auxiliar de Colombo, com o titulus de bispo-titular de Cabarsussos, entre 1991 e 1995, quando foi transferido para a Diocese de Ratnapura, onde foi bispo de 1995 a 2001. Depois, atuou como secretário-adjunto da Congregação para a Evangelização dos Povos, entre 2001 e 2004. Foi núncio apostólico na Indonésia e Timor-Leste, entre 2004 e 2005.
Em 2005, tornou-se secretário da Congregação para o Culto Divino e Disciplina dos Sacramentos, cargo que exerceu até 2009, quando foi nomeado arcebispo metropolita de Colombo. Foi criado cardeal no Consistório Ordinário Público de 2010 pelo Papa Bento XVI, com o título de Cardeal-padre de San Lorenzo in Lucina.

## Conclaves
- Conclave de 2013 - participou da eleição de Jorge Mario Bergoglio como Papa Francisco.[1][2]
- Conclave de 2025 - participou da eleição de Robert Francis Prevost como Papa Leão XIV.